# Eva Novaková
Eva Barbara Novaková (nepřechýleně Novak, 14. února 1898 St. Louis – 17. dubna 1988 Woodland Hills) byla americká filmová herečka, velmi populární v éře němého filmu.

## Životopis
Eva Barbara Novak se narodila v St. Louis ve státě Missouri jako dcera českého imigranta Josepha Novaka a jeho manželky Barbary. Také její starší sestra Johana byla herečkou. Její otec zemřel, když byla Eva ještě dítě a matka Barbara vychovávala pět dětí.
Svou kariéru zahájila v roce 1917, přičemž její první role byla ve filmu Roped into Scandal filmové společnosti L-KO a ještě téhož roku následovalo dalších sedm filmů. V roce 1918 se objevila v 17 filmech a v roce 1919 v dalších osmi. V roce 1920 hrála partnerku Tomu Mixovi ve snímku The Daredevil, jedné ze šesti filmových rolí toho roku a jeden z 10 filmů, ve kterém hrála spolu s Tomem Mixem.
V roce 1921 se provdala za kaskadéra Williama Reeda, s nímž se setkala při natáčení. Sama se zajímala o kaskadérské scény, také Tom Mix ji naučil mnohé z jejích vlastních kousků.
V letech 1921 až 1928 hrála v 48 filmech, včetně rané verze Boston Blackie. Ve filmu The Medicine Man hrála s Betty Bronsonovou a Jackem Bennym, také se objevila ve filmu Chasing the Moon z roku 1922, který byl raným předchůdcem filmu 24 hodin do smrti (v originále D.O.A.).
Na konci 20. let 20. století se s manželem přestěhovali do Austrálie, kde natočila řadu filmů, včetně Romance of Runnibede.
Její popularita a kariéra skončila s příchodem zvukového filmů. I nadále sice hrála, ale většinou již jen v malých rolích. Mezi lety 1917 a 1965 se objevila ve 123 filmech.

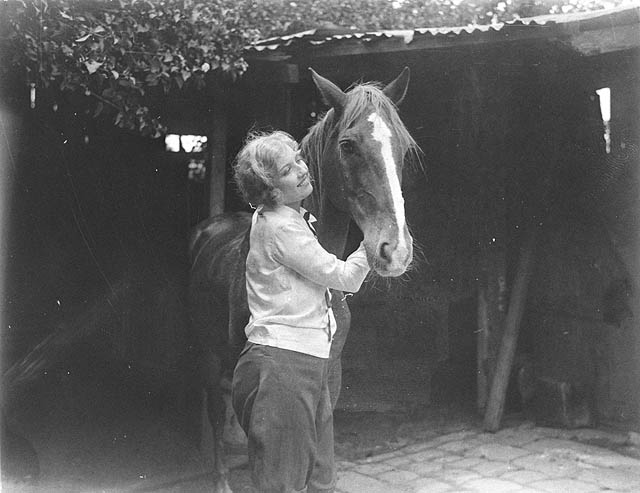
Novak při natáčení v Austrálii, rok 1927

V závěru života pobývala v Woodland Hills v Los Angeles, kde 17. dubna 1988 ve věku 90 let zemřela na zápal plic.

## Výběr filmových rolí
- The King of the Kitchen (1918)
- The Freckled Fish (1919)
- The Speed Maniac (1919)
- The Feud (1919)
- Wanted at Headquarters (1920)
- The Testing Block (1920)
- Silk Husbands and Calico Wives (1920)
- O'Malley of the Mounted (1921)
- Society Secrets (1921)
- The Man from Hell's River (1922)
- Sky High (1922)
- Chasing the Moon (1922)
- The Man Who Saw Tomorrow (1922)
- Making a Man (1922)
- The Tiger's Claw (1923)
- A Noise in Newboro (1923)
- The Man Life Passed By (1923)
- Boston Blackie (1923)
- Dollar Devils (1923)
- Temptation (1923)
- Listen Lester (1924)
- The Beautiful Sinner (1924)
- The Fatal Mistake (1924)
- Women First (1924)
- Laughing at Danger (1924)
- The Triflers (1924)
- Sally (1925)
- Irene (1926)
- Say It with Babies (1926)
- No Man's Gold (1926)
- 30 Below Zero (1926)
- The Romance of Runnibede (1927)
- For the Term of His Natural Life (1927)
- The Medicine Man (1930)
- The Topeka Terror (1945)
- Apology for Murder (1945)
- Blackmail (1947)
- Four Faces West (1948)
- 3 Godfathers (1948)
- Havana Rose (1951)
- Wild Seed (1965)